# Chimi Dorji
Chimi Dorji (ur. 22 grudnia 1993) – bhutański piłkarz grający na pozycji pomocnika, dziewięciokrotny reprezentant Bhutanu, grający w reprezentacji od 2009 roku.

## Kariera klubowa
Dorji karierę klubową rozpoczął w 2009 roku w rodzimym klubie Druk Star Thimphu, w którym gra do dzisiaj (stan na 7 lipca 2012).

## Kariera reprezentacyjna
Chimi Dorji rozegrał w reprezentacji 9 oficjalnych spotkań; w żadnym z nich nie udało mu się zdobyć gola.